# 魏新之
魏新之（1242年—1293年），字德夫，一字子进，又字子直，号石川，元朝桐庐（今浙江省桐庐县）人。
魏新之受业于方逢辰习得程朱性理奥义。南宋咸淳七年登进士第，授庆元府学教授。南宋灭亡，回到故里，家贫，衣食不继，每每负薪而炊，扣角而歌。闲暇时与方逢辰、何梦桂、孙潼发相游作诗。元朝在江南求贤，县尹杨得藻推举，魏新之力辞不就。至元二十三年，浦阳抗节之士吴渭等建立月泉吟社，四方遗民数以千计响应。著有《学易蠡测》，将先儒列卦为方圆图，以己意作成三隅图，自成一家之言。